# 雅努斯

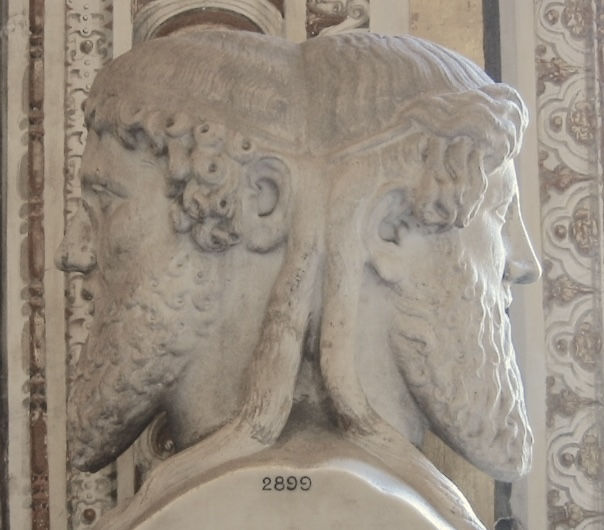
雅努斯胸像，梵蒂冈博物馆

雅努斯（拉丁語： / Iānus [ˈjaːnʊs]）是罗马神话中开端、大门、选择、过渡、时间、对偶、道路、门框和结尾的神。他通常被描述成有前后两张面孔，展望着过去和未来；也有描述成四方四个面孔的。传统上认为，公历的1月是以Janus（Ianuarius）命名的。根据古罗马农民的年历，朱诺被误认为是该月的守護神，但其实际上是六月的守护神。
罗马士兵出征时，都要从象征雅努斯的拱门下穿过，发展成四方双拱门，后来欧洲各国的凯旋门形式都是由此而来。雅努斯是罗马本土最原始的神。

## 大眾文化
- 《雅努斯之鏡》（ヤヌスの鏡）：日本漫畫家宮脇明子於1981年以雅努斯為題創作，並於1985年及2019年兩度改編為電視劇。